# بلدية كيميارفي
بلدية كيميارفي هي بلدة، والمستوى الثالث من التقسيم الإداري في فنلندا، ومدينة، تتبع إقليم لابي، بلغ عدد سكانها 7٬962  نسمة، في 2014.

## الموقع
تشترك في الحدود مع:
- روفانييمي.

## توأمة
لبلدية كيميارفي اتفاقيات توأمة مع كل من:
- كاندالاكشا
- سوبيتسو [الإنجليزية]‏